# Братська могила радянських воїнів (Юр'ївка)
Братська могила радянських воїнів у селищі Юр'ївка Юр'ївського району Дніпропетровської області.

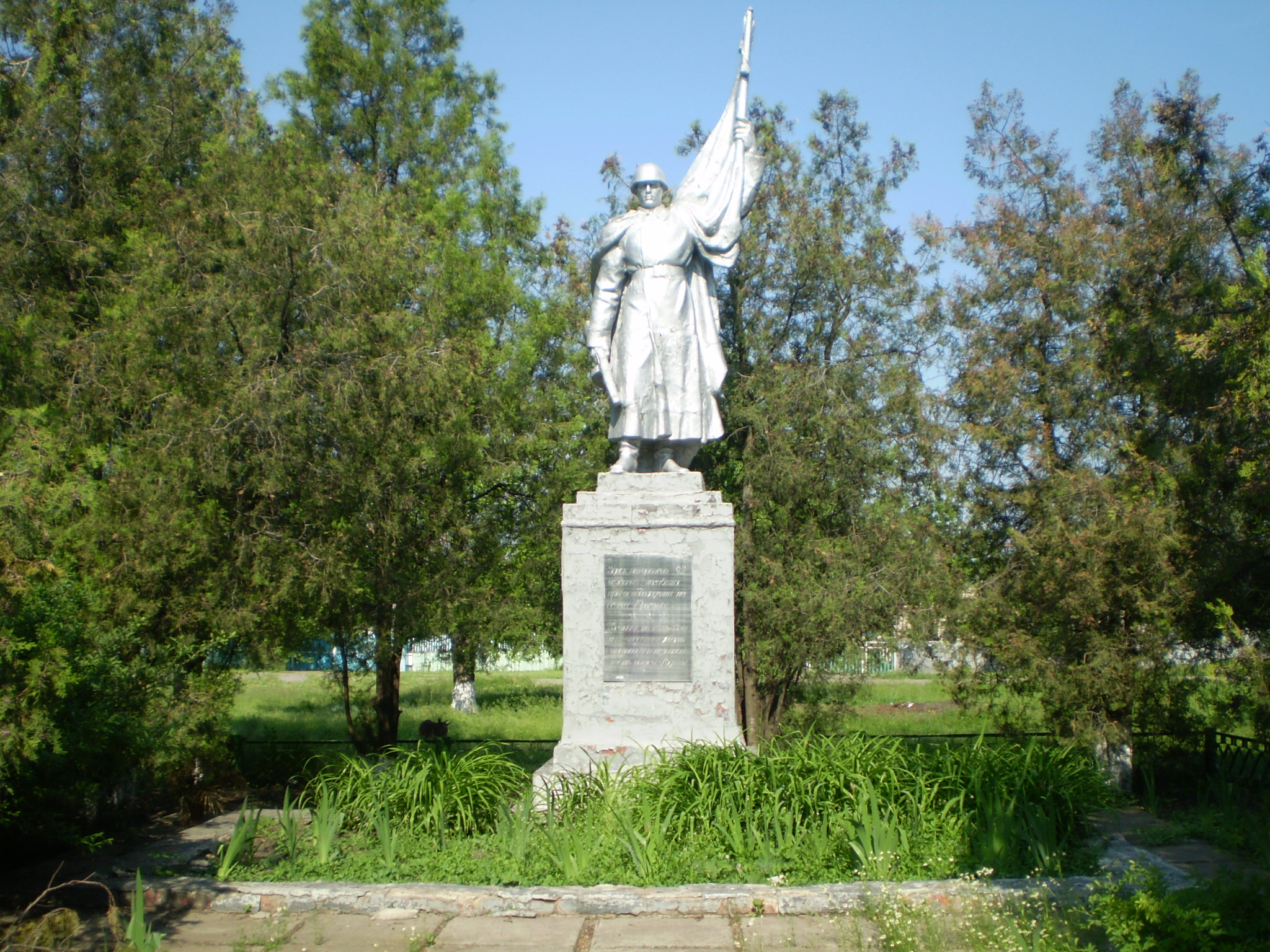
Братська могила радянських воїнів у селищі Юр’ївка

## Історія
Братська могила радянських воїнів знаходиться на вулиці Центральній, навпроти будинку районного суду.
У братській могилі поховані воїни, які загинули у лютому і вересні 1943 р. в боях за селище Юр'ївка та роз'їзду Жемчужний, та померлі у таборі військовополонені.
Під час окупації Юр'ївки на окраїні селища, де знаходиться могила, що описується, був табір військовополонених. Померлих у таборі воїнів хоронили в братських могилах.
У 1965 році на місце розміщення табору військовополонених були звезені останки радянських воїнів з місць боїв за селище, а також з роз'їзду Жемчужного (55 воїнів) і поховані в одній братській могилі. Сюди ж було перезахоронено померлих у таборі військовополонених (43 воїнів). Всього в могилі 98 воїнів, відоме одне прізвище.
У тому ж 1965 році на могилі було встановлено пам'ятник «Воїн зі стягом», могила по контуру обкладена цеглою, оцементована. Загальна висота пам'ятки — 5,9 м. Площа під пам'яткою — 22 × 12 м.

## Персоналії
- Гребенник Василь Олександрович, командир відділення.

## Додаток
Меморіальна дошка з написом «Здесь похоронено 98 человек погибших при освобождении поселка Юрьевка. Вечная память воинам отдавшим жизнь за свободу и независимость нашей Родины». Поховання та територія пам'ятки упорядковані.